# Allotraeus griseolus
Allotraeus griseolus là một loài bọ cánh cứng trong họ Cerambycidae.